# Герцогство Буковина
Ге́рцогство Букови́на (нем. Herzogtum Bukowina / Herzogtum Buchenland, рум. Ducatul Bucovinei, пол. Księstwo Bukowiny, укр. Герцогство Буковина) — коронная земля на востоке Австро-Венгерской империи, которая существовала в 1849—1918 годах на землях Буковины. Герцогство возникло в 1849 году вследствие революции 1848 года и дальнейшей федерализации Австрийской империи. Прекратило существование в 1918 году вследствие распада Австро-Венгрии.

## Предыстория
Земли будущей Буковины входили в состав Киевской Руси, а затем русских княжеств. С XIV по XVIII век Буковина в составе Молдавского княжества. Во время Русско-турецкой войны 1768—1774 годов регион заняли русские войска и в 1775 году Османская империя подписала договор по которому Буковина отходила к Австрийской империи. Австрийцы в 1786 году включили край в качестве Черновицкого округа в состав королевства Галиции и Лодомерии. В 1849 после революций охвативших Австрийскую империю она была выделена в отдельное «герцогство Буковина». Его административным центром стали Черновцы.

## История герцогства Буковина
По мнению А. Л. Погодина, писавшего в 1915 году, герцогство Буковина было создано из-за разнонаправленных желаний жителей, его населявших: духовенство, опасаясь переподчинения епископу Германштадта, высказывало недовольство; крестьяне требовали аграрных реформ; молдавские дворяне хотели присоединения к Трансильвании. В результате в 1849 году была создана отдельная коронная земля.
В 1861 году Буковина вместе с другими коронными землями получила свой сейм.
В 1840—1870 годы важную роль продолжал играть вопрос о том будет ли Буковина отдельной митрополией, иметь общую митрополию с далматскими сербами или переподчинится румынской церкви. Со второй половины XIX века начинается размежевание славянской интеллигенции на «украинофилов» и «москвофилов», особо обострившееся после 1903 года.

Герцогство Буковина в годы Первой мировой войны (с датами боёв)

Во время Первой мировой войны Буковина стала местом военных действий между Австро-Венгрией и Российской империей. Она несколько раз была занята российскими войсками. На этих территориях с 19 августа до 7 октября 1914 и 15 ноября 1914 — 1 февраля 1915 год существовала Черновицкая губерния Галицийского генерал-губернаторства (Её главой был С. Д. Евреинов). В 1915 года после Великого отступления 1915 года Буковина вернулась под контроль Австро-Венгрии.
В августе 1916 года после Брусиловского прорыва Буковина вновь была занята российскими войсками.
В феврале 1917 году в России произошла революция. В Буковине создавались Советы рабочих и солдатских депутатов. Вместе с тем помещики и духовенство Буковины желали сохранить герцогство в составе Австро-Венгрии, о чём многократно и заявляли. Вскоре после Октябрьской революции Россия провозгласила Декрет о мире и начались переговоры с Центральными державами.
Вместе с тем революция в Буковине продолжала развиваться. Хотинский уездный съезд крестьян признал 8-9 января 1918 года власть СНК РСФСР, а 5 февраля 1918 года провозгласил в уезде советскую власть.
В конце февраля 1918 года территория Буковины была занята австро-германскими и румынскими войсками. 9 февраля 1918 года Центральная Рада Украинской Народной Республики подписала мир с Центральными державами, признав довоенную границу с Австрией Вместе с тем Украина и Австро-Венгрия подписали тайный договор, по которому Восточная Галиция и Буковина объединялись в единый коронный край. 3 марта 1918 года РСФСР подписала с Центральными державами Брестский мир. Он ничего не говорил конкретно о Буковине, но в нём указывалось, что войска РСФСР очищают территорию Украины. 7 мая 1918 года Бухарестский мир подписала претендовавшая на Южную Буковину Румыния. По договору Румыния передавала Австро-Венгрии часть земель, в том числе и на границе с Буковиной.
В результате распада Австро-Венгрии появилась Западно-Украинская народная республика, которая 3 ноября заявила, что в её состав входят территории Галиции, Закарпатья и Буковины. Но это не было реализовано. 10 ноября 1918 года Румыния вновь объявила войну Центральным державам. А в начале ноября, заняв северную и южную Буковину, присоединила к себе.

## Управление
Буковина управлялась губернатором (штатгальтером, позднее ландеспрезидентом) и ландесгауптманом. Первым губернатором автономной Буковины был генерал Габриэль барон фон Сплени, а первым ландесгауптманом — Александр Гурузаки, румын. Ландесгауптман председательствовал в буковинском ландтаге, состоявшем из румын и немцев в отличие от трансильванского сейма, состоявшего из венгров и саксов. Среди губернаторов были и румыны, и немцы. Первым румынским губернатором Буковины был Василе Балш.
20 февраля 1861 года было принято постановление по которому сейм Буковины состоял из 30 членов (с 1875 года — 31). В их число входили: архиепископ, 10 депутатов от крупных землевладельцев, 5 депутатов от городов, 2 депутата от торговой и промышленной палат и 12 депутатов от сельских общин. В 1875 году в их число включили ректора университета. В 1887 году край посылал в австрийский рейхсрат 9 депутатов, в 1903 году — 11 человек.
«Герцогство Буковина» в судебном отношении подчинялась львовскому оберландсгерихту, а в военном отношении львовскому генерал-комендантству

### Административное деление

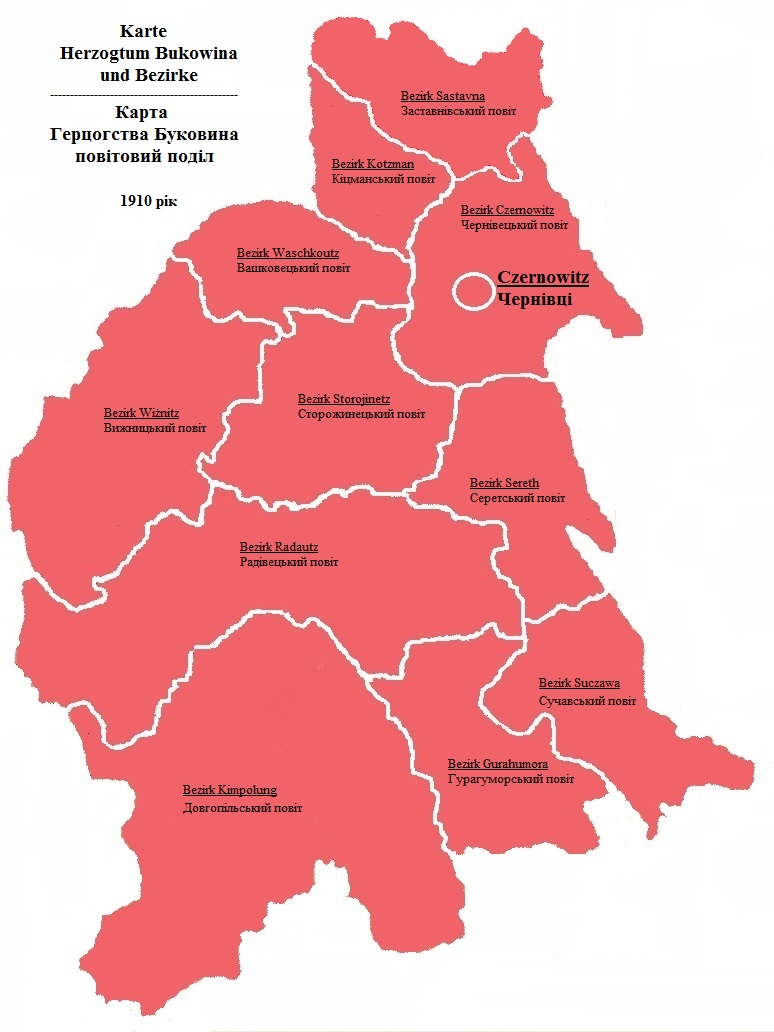
Административное деление в 1910 году

В 1890 году герцогство Буковина делилась на 9 округов. Кроме 9 административных округов, было 16 судных, 9 школьных, 14 подкатовых, 9 лечебных, 5 выборных. 9 округов делились на 333 политические и 534 сельские громады.
| Название округа                  | Столица    | Население (1890-е) | русских (великороссов и малороссов) | румын   | немцев и евреев | поляков и мадьяр | Количество громад в округе |
| -------------------------------- | ---------- | ------------------ | ----------------------------------- | ------- | --------------- | ---------------- | -------------------------- |
| Выжницкий округ                  | Вижница    |                    | 48.888                              | 168     | 13.563          | 2.034            |                            |
| Кимполунгский округ              | Кимполунг  |                    | 5.888                               | 25.753  | 12.764          | 490              | 29 громад                  |
| Коцманский округ                 | Кицмань    |                    | 79.638                              | 93      | 8.224           | 1.974            | 53 громады                 |
| Радовецкий округ                 | Радовцы    |                    | 8.837                               | 58.080  | 20.687          | 4.297            | 28 громад                  |
| Серетский округ                  | Сирет      |                    | 22.849                              | 14.608  | 9.101           | 7.414            | 39 громад                  |
| Сторожинецкий округ              | Сторожинец |                    | 26.584                              | 30.670  | 11.291          | 2.028            | 36 громад                  |
| Сучавский округ                  | Сучава     |                    | 10.137                              | 51.387  | 17.695          | 3.500            | 41 громада                 |
| Черновицкий округ (без Черновиц) | Черновцы   |                    | 55.162                              | 19.918  | 12.984          | 2.781            | 42 громады                 |
| город Черновцы                   | -          |                    | 10.384                              | 7.624   | 27.192          | 7.808            |                            |
| Всего                            |            |                    | 268.367                             | 208.301 | 133.501         | 32.326           |                            |

В 1893 году был выделен Гура-гоморский округ (около города Гура-Гоморы) он включал 32 громады. Позже были выделены ещё два округа центрами которых стали Вашковцы и Заставна.

## Экономика
В 1841 году в Буковине было 26 мануфактур. Большая их часть разорилась к середине XIX века. Основу экономики составляло сельское хозяйство
В 1848 года в Буковине произошла земельная реформа в ходе за большой выкуп (4 миллиона золотых рынских) были отменены повинности крестьян феодалам. Помещики получили пятипроцентные облигации, а крестьяне платили дополнительный налог.
В 1887 году основными занятиями населения продолжали оставаться сельское хозяйство, лесоводство, скотоводство и пчеловодство (в 1890 году в этих отраслях в Северной Буковине было занято 75 % населения). В 1887 году торговля велась, но в основном «сырыми продуктами»: хлебом, убойным скотом, лесом, невыделанными кожами, шерстью и поташом. (в 1890 году в этой отрасли в Северной Буковине было занято 11,1 % населения). Промышленность в 1887 году была развита слабо: основу составляла винокурение да добыча марганцевой перекиси в Якобени и соли в Качике. В 1890 году в промышленности в Северной Буковине было занято 7,6 % населения.
В 1900 году количество наемных трудящихся в Северной Буковине составило 72.270 человек, в том числе: 26.720 постоянных рабочих, 38.810 поденных рабочих и 6.740 прислуги.

## Население

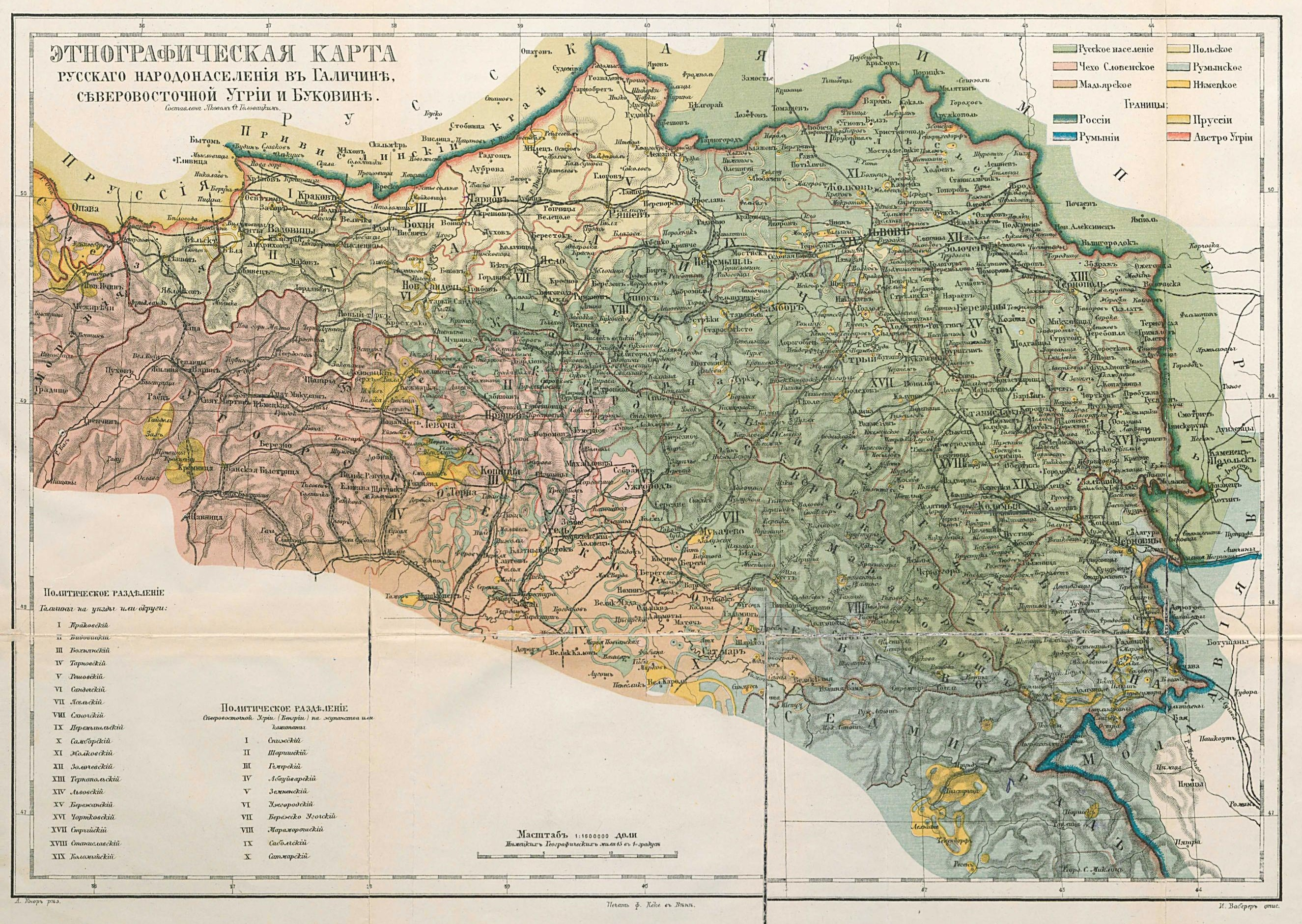
Этнографическая карта Галиции и Буковины в 1878 году

### Численность
- 1775 — 75.000 человек[3]
- 1800—193,8 тысячи человек[24]
- 1851—380,8 тысяч человек[24]
- 1887—627.786 человек (в том числе 313.076 мужчин и 314.715 женщин)[3]
- 1903—730 тысяч человек[2]
- 1910—794,929[источник не указан 2314 дней]

### Этнический состав
Герцогство Буковина имело смешанный состав населения. В 1887 году, по данным Энциклопедического словаря Брокгауза и Ефрона, оно состояло из: «42 % русинов, 3,25 % румын, 8 % немцев, 3 % поляков, 1,7 % венгров, 12 % евреев, 0,5 % армян и 0,3 % чехов».
В 1903 году, по данным Малого энциклопедического словаря Брокгауза и Ефрона, из «35,5 % русинов, 30,5 % румын, 22 % немцев, 12 % евреев, поляков, 3 % составляли мадьяры, цыгане».
Г. Купчанко, описывавший Буковину в 1890-х, всё «русское население края» делил на три группы: 1) подолян (иначе полян, или поляниц) 2) гуцулов (иначе горян или горцев) 3) филиппован (иначе пилиппован или липован). Он отмечал, что подоляне и гуцулы говорили на двух разных вариантах «малорусского наречия», а липоване – на отдельном варианте «великорусского наречия».

### Религиозный состав
В 1887 году, по данным Энциклопедического словаря Брокгауза и Ефрона, 71 % населения Буковины составляли православные, 11 % — католики, 3,3 % — греко-униаты, 2,3 % — протестанты евангелического исповедания и 12 % — иудеи
В 1903 году по данным Малого энциклопедического словаря Брокгауза и Ефрона православные составляли 69,8 %, католики 11 %, протестанты 2,5 %, униаты 3 %.
Согласно Г. Купчанко, население по конфессиям делилось на «греко-православных», старообрядцев, греко-католиков (униатов), и приверженцев «римско-католической (латинской) веры».

## Образование
После революции 1848—1849 годов всё школьное образование перешло в ведение министерства просвещения и образования Австрии. В 1840-е годы в Буковине была одна гимназия (в Черновцах). Высшее образование в герцогстве ограничивалось открытым в 1826 году Черновицким лицеем, на котором было два факультета: философский и богословский.
В 1880 году в герцогстве был университет в Черновицах (созданный в 1875 году), православно-богословское училище в Черновицах, три гимназии, две реальных училища, одна учительская семинария, три ремесленных училища и 264 народные школы. Но по оценке «Энциклопедического словаря Брокгауза и Ефрона» 87 % мужчин и 92,5 % женщин были неграмотны.
В 1890-е годы было 305 начальных школ. В 1896 году в Черновицком университете было три факультета: богословский, философский и юридический где обучалось 320 студентов
С 1851 года в Черновицкой гимназии велось преподавание русского языка, с 1880-х годов Смаль-Стоцкий заменяет его украинским. В большинстве гимназий (кроме одной русской и двух русско-немецких), появившихся в герцогстве к первой мировой войне, преподавание шло на немецком языке. В Черновицком университете преподавание большинства предметов (кроме богословия и русского языка) велось на немецком языке. В 1897 году при немецкой гимназии в Черновцах открыли украинские классы.

## Комментарии
1. ↑  В Энциклопедическом словаре Брокгауза и Ефрона указано 3,25 %, но ряд авторов считает, что возможно здесь была допущена описка и должно было быть 32,5 %